# 松山博明
松山 博明（まつやま ひろあき、1967年8月31日 - ）は、京都府出身の元サッカー選手、サッカー指導者。一時期登録名を「松山 広淳」としていた。博士（スポーツ科学）。2018年より追手門学院大学社会学部教授。スポーツ心理学やコーチング学を講義していたが、2024年2月退職。2024年9月より長崎国際大学人間社会学部国際観光学科教授。KBS京都の解説をはじめ、京都サッカー協会ユースダイレクターやJリーグマッチコミッショナーとしても活躍している。関西圏にてサッカー個人レッスンを手掛ける、カンツェ・エデュケーション・カンパニー代表を務める。
兄の松山吉之も元サッカー選手で、現在は関西サッカーリーグ2部・レイジェンド滋賀FCの監督。

## 来歴

### 選手時代
山城高校時代は全国高等学校サッカー選手権大会で得点王に輝き、早稲田大学へ進学、卒業後、古河電気工業サッカー部に「入社」、以来フジタ工業を経てベルマーレ平塚、東芝、コンサドーレ札幌でプレーした。

### 指導者時代
2004年にサテライト監督に就任したヴィッセル神戸では、イワン・ハシェック監督が退任後、10月2日の東京ヴェルディ1969戦で監督代行を任され、2-0で勝利した 当初は1試合だけという条件付きでの監督代行だったが、東京V戦の勝利と、後任監督選びが進まないこともあり、その後も指導を任されるようになる。しかし、当時の松山はまだS級ライセンスを取得前だったため、名目上の監督には育成普及部長の加藤寛が就き、松山は「通訳」の肩書きで実際にはチームの指揮を執った。「通訳」という肩書きは、試合中にテクニカルエリアに入るための苦肉の策だった。加藤監督・松山「通訳」体制の神戸の成績は5勝1分2敗だった。
2006年からは大分トリニータの強化担当に就任、同年7月にS級ライセンスを取得した。大分ではその前にコーチを務めていた滝川第二高校時代の教え子である金崎夢生や清水圭介らを加入させた。強化担当にあった2009年7月、監督のペリクレス・シャムスカが解任されたのに伴い、後任のランコ・ポポヴィッチの登録が完了するまで1試合だけ暫定監督を務め、浦和レッズに1-0で勝利してチームの連敗を14で止めた。
2010年5月31日付で大分を退団し、日本サッカー協会のアジア貢献事業の一環としてブータンに派遣され、ブータン代表監督と若年層の強化を担当した。2012年に関西国際大学サッカー部監督に就任。

## 所属クラブ
- 1974年 - 1982年 紫光クラブ
- 1983年 - 1985年 京都府立山城高等学校
- 1986年 - 1989年 早稲田大学
- 1990年 古河電工
- 1991年 - 1995年6月 フジタ/ベルマーレ平塚
- 1995年6月 - 1996年1月 鳥栖フューチャーズ
- 1996年 コンサドーレ札幌

## 個人成績
| 国内大会個人成績 | 国内大会個人成績 | 国内大会個人成績 | 国内大会個人成績 | 国内大会個人成績 | 国内大会個人成績 | 国内大会個人成績 | 国内大会個人成績  | 国内大会個人成績 | 国内大会個人成績 | 国内大会個人成績 | 国内大会個人成績 |
| 年度             | クラブ           | 背番号           | リーグ           | リーグ戦         | リーグ戦         | リーグ杯         | リーグ杯          | オープン杯       | オープン杯       | 期間通算         | 期間通算         |
| 年度             | クラブ           | 背番号           | リーグ           | 出場             | 得点             | 出場             | 得点              | 出場             | 得点             | 出場             | 得点             |
| 日本             | 日本             | 日本             | 日本             | リーグ戦         | リーグ戦         | JSL杯/ナビスコ杯 | JSL杯/ナビスコ杯  | 天皇杯           | 天皇杯           | 期間通算         | 期間通算         |
| ---------------- | ---------------- | ---------------- | ---------------- | ---------------- | ---------------- | ---------------- | ----------------- | ---------------- | ---------------- | ---------------- | ---------------- |
| 1990-91          | 古河             | 22               | JSL1部           | 0                | 0                | 0                | 0                 |                  |                  |                  |                  |
| 1991-92          | フジタ           | 16               | JSL2部           | 29               | 1                | 3                | 0                 |                  |                  |                  |                  |
| 1992             | フジタ           | 16               | 旧JFL1部         | 14               | 1                | -                | -                 | 4                | 0                | 18               | 1                |
| 1993             | フジタ           | 16               | 旧JFL1部         | 18               | 1                | 5                | 0                 | 1                | 0                | 24               | 1                |
| 1994             | 平塚             | -                | J                | 5                | 0                | 0                | 0                 | 0                | 0                | 5                | 0                |
| 1995             | 平塚             | -                | J                | 0                | 0                | -                | -                 | -                | -                | 0                | 0                |
| 1995             | 鳥栖             | 33               | 旧JFL            | 4                | 1                | -                | -                 | 0                | 0                | 4                | 1                |
| 1996             | 札幌             | 17               | 旧JFL            | 0                | 0                | -                | -                 | 0                | 0                | 0                | 0                |
| 通算             | 日本             | 日本             | J                | 5                | 0                | 0                | 0                 | 0                | 0                | 5                | 0                |
| 通算             | 日本             | 日本             | JSL1部           | 0                | 0                | 0                | 0\|\|\|\|\|\|\|\| |                  |                  |                  |                  |
| 通算             | 日本             | 日本             | JSL2部           | 29               | 1                | 3                | 0\|\|\|\|\|\|\|\| |                  |                  |                  |                  |
| 通算             | 日本             | 日本             | 旧JFL            | 36               | 3                | 5                | 0                 | 5                | 0                | 46               | 3                |
| 総通算           | 総通算           | 総通算           | 総通算           | 70               | 4                | 8                | 0\|\|\|\|\|\|\|\| |                  |                  |                  |                  |

## 個人タイトル
- 高校選手権得点王(1984年度)

## 指導歴
- 1996年 - 1998年 コンサドーレ札幌：コーチ
- 1999年 - 2002年 仙台育英学園高等学校：監督
- 2003年 ベガルタ仙台：ジュニアユース監督
- 2004年 ヴィッセル神戸
  - 2004年 - 同年10月 サテライト監督
  - 2004年09月 監督代行
  - 2004年10月 - 同年終了 コーチ
- 2005年 滝川第二高等学校：コーチ
- 2006年 - 2009年 大分トリニータ
  - 2006年 - 2007年 強化担当
  - 2008年 サテライト監督
  - 2009年 強化担当
  - 2009年7月 監督
  - 2009年7月 - 同年終了 コーチ
- 2010年 - 2011年 ブータン代表：A代表、U-19代表、女子A代表

## 監督成績
| 年度 | 所属 | クラブ | リーグ戦 | リーグ戦 | リーグ戦 | リーグ戦 | リーグ戦 | リーグ戦 | カップ戦   | カップ戦 |
| 年度 | 所属 | クラブ | 順位     | 試合     | 勝点     | 勝利     | 引分     | 敗戦     | ナビスコ杯 | 天皇杯   |
| ---- | ---- | ------ | -------- | -------- | -------- | -------- | -------- | -------- | ---------- | -------- |
| 2004 | J1   | 神戸   | -        | 1        | 3        | 1        | 0        | 0        | -          | -        |
| 2009 | J1   | 大分   | -        | 1        | 3        | 1        | 0        | 0        | -          | -        |